# Cervesario
Cervesario (z łac. cervesarius – „piwowar”) – piwny ekspert i degustator. Charakteryzuje się szeroką wiedzą o gatunkach i markach piw, umiejętnością degustacji, znajomością techniki poprawnego nalewania oraz doboru odpowiedniego naczynia do danego piwa. Jednocześnie cervesario to osoba, która zajmuje się propagowaniem kultury picia piwa oraz edukowania w zakresie historii trunku.

## Historia
Nazwa profesji pochodzi od łacińskiego cervesarius - oznaczającego „piwowar”. W starożytnym Rzymie piwo nie było napojem warstw uprzywilejowanych – po trunek ten sięgali barbarzyńcy. Łacińska nazwa jednego ze szczepów drożdży piwowarskich – Saccharomyces cerevisiae – pochodzi od Celtów zamieszkujących terytorium na północ od Alp. Słowo to zakorzeniło się w kilku językach europejskich (np. w języku hiszpańskim piwo to cerveza).